# Favartia bojadorensis
Favartia (Murexiella) bojadorensis, tên tiếng Anh: Bojador murex, là một loài ốc biển, là động vật thân mềm chân bụng sống ở biển thuộc họ Muricidae, họ ốc gai.

## Miêu tả
Kích thước vỏ ốc trong khoảng 30 mm và 50 mm

## Phân bố
Loài này phân bố ở các vùng nước châu Âu và ở Đại Tây Dương dọc theo quần đảo Canaria, Ghana và Angola